# Консултација
Консултација је интерперсонални однос између појединца (или организације) коме је потребан савет или помоћ и појединца или организације која поседује потребну експертизу и вештине. Консултације у социјалном раду јесу процес решавања проблема у коме се саветима и другим активностима помажу појединци, групе или заједнице суочене са различитим врстама проблема. За разлику од супервизије консултације су привремене, догађају се и ад хок и имају специфичан циљ и фокус.